# Kleinrinderfeld
Kleinrinderfeld ist eine Gemeinde im unterfränkischen Landkreis Würzburg.

## Geographie
Die Gemeinde liegt in der Region Würzburg.

### Gemeindegliederung
Es gibt drei Gemeindeteile (in Klammern der Siedlungstyp):
- Kleinrinderfeld (Pfarrdorf)
- Limbachshof (Dorf)
- Maisenbachhof (Weiler).

Es gibt nur die Gemarkung Kleinrinderfeld.

## Geschichte

### Bis zur Gemeindegründung
Siedlungsgeschichtliche Nachweise für den Raum um Kleinrinderfeld reichen bis in die Jungsteinzeit zurück. Sie setzen sich in der Bronzezeit und in der Eisenzeit bis zu den Kelten fort. Erstmals ist der Ort in einer Urkunde von König Heinrich IV. vom 22. Juni 1060 schriftlich genannt, die von der Ansiedelung „Rindervelt minorem“ (= das kleine Rinderfeld) spricht.
Als Teil des Hochstiftes Würzburg, das zum Fränkischen Reichskreis gehörte, wurde Kleinrinderfeld 1803 zugunsten Bayerns säkularisiert, dann im Frieden von Preßburg 1805 Erzherzog Ferdinand von Toskana zur Bildung des Großherzogtums Würzburg überlassen, mit welchem es 1814 endgültig an Bayern fiel. Im Jahr 1818 entstand die politische Gemeinde.

### Einwohnerentwicklung
- 1970: 1679 Einwohner
- 1987: 1823 Einwohner
- 1991: 1950 Einwohner
- 1995: 2081 Einwohner
- 2000: 2022 Einwohner
- 2005: 2090 Einwohner
- 2010: 2100 Einwohner
- 2015: 2089 Einwohner
- 2018: 2069 Einwohner

Im Zeitraum 1988 bis 2018 stieg die Einwohnerzahl von 1837 auf 2069 um 232 Einwohner bzw. um 12,6 %. 2007 hatte die Gemeinde 2178 Einwohner.
Quelle: BayLfStat

## Politik
- SPD: 5
- UWG: 5
- CSUKL: 4

SPD einschließlich FB

### Gemeinderat
Bei der Kommunalwahl vom 15. März 2020 haben von den 1757 stimmberechtigten Einwohnern in der Gemeinde Kleinrinderfeld 1259 von ihrem Wahlrecht Gebrauch gemacht, womit die Wahlbeteiligung bei 71,66 % lag.

### Bürgermeister
Bei der Kommunalwahl vom 15. März 2020 wurde Harald Engbrecht (CSUKL-UWG) mit 64,43 % der Stimmen zum Ersten Bürgermeister gewählt. Dessen Vorgängerin war vom 5. März 1991 bis zum 30. April 2020 Eva Linsenbreder (SPD/Freie Bürger).

### Allianz Waldsassengau
Seit dem 20. November 2014 ist Kleinrinderfeld zusammen mit zwölf weiteren Gemeinden in der Allianz Waldsassengau organisiert. Der Verein dient der interkommunalen Zusammenarbeit.

### Wappen
| Wappen Gde. Kleinrinderfeld | Blasonierung: „In Rot ein auf ansteigendem goldenen Rasen nach rechts sich bewegendes, hersehendes silbernes Rind.“ |
| Wappen Gde. Kleinrinderfeld | Wappengeschichte: Das Rind steht redend für den Ortsnamen und ist auf einem Relief an einem Bildstock von 1627 sowie in einem Gemeindesiegel aus der Zeit um 1800 überliefert. Das Bild geriet in Vergessenheit, nachdem Ruralgemeinden nach 1818 kein Wappen mehr in ihren Siegeln führen durften. Die Farben Silber und Rot sind die Farben Frankens. Dieses Wappen wird seit 1956 geführt. |

### Gemeindepartnerschaften
Die Partnergemeinde ist Colleville-Montgomery im Departement Calvados (Normandie).

## Wirtschaft und Infrastruktur

### Wirtschaft einschließlich Land- und Forstwirtschaft
2023 gab es in der Gemeinde 314 sozialversicherungspflichtige Arbeitsplätze. Von der Wohnbevölkerung standen 951 Personen in einem versicherungspflichtigen Beschäftigungsverhältnis. Einwohner waren arbeitslos. 2020 gab es noch sechs landwirtschaftliche Betriebe. 461 Hektar der Gemeindefläche wurde landwirtschaftlich genutzt.

### Verkehr
Durch die Gemeinde verläuft die Staatsstraße 2296. Vom Ortszentrum bis zur Einfahrt Würzburg/Kist der A 3 sind es 5,5 Kilometer.

### Bildung
Am 1. März 2018 bestand eine Kindertageseinrichtung mit 99 genehmigten Plätzen und 76 Kindern, davon 24 unter drei Jahren.

## Persönlichkeiten
- Valentin Grimm (1850–nach 1917), Reichsgerichtsrat
- Fritz René Allemann (1910–1996), Schweizer Journalist und Publizist
- Karl Gößwald (1907–1996), Zoologe und Hochschullehrer
- Willi Grimm (* 1927), Bildhauer[14]
- Helmut Grimm (* 1953[15]), Ehrenbürger, Bildhauer[16][17][18]